# C11H16INO2
化学式C11H16INO2（摩尔质量：321.16 g/mol）可以指：
- 4-碘-2,5-二甲氧基安非他命，混合CAS号：64584-34-5 ，盐酸盐CAS号：42203-78-1
- N-甲基-2C-I，CAS号：?

|  | 这个同类索引页列出了具有相同分子式的化学物（即同分異構體）条目。 除非您是有意链接至本页，否则应将相应条目的内部链接指向正确的条目。 |